# Bukit Timah Expressway

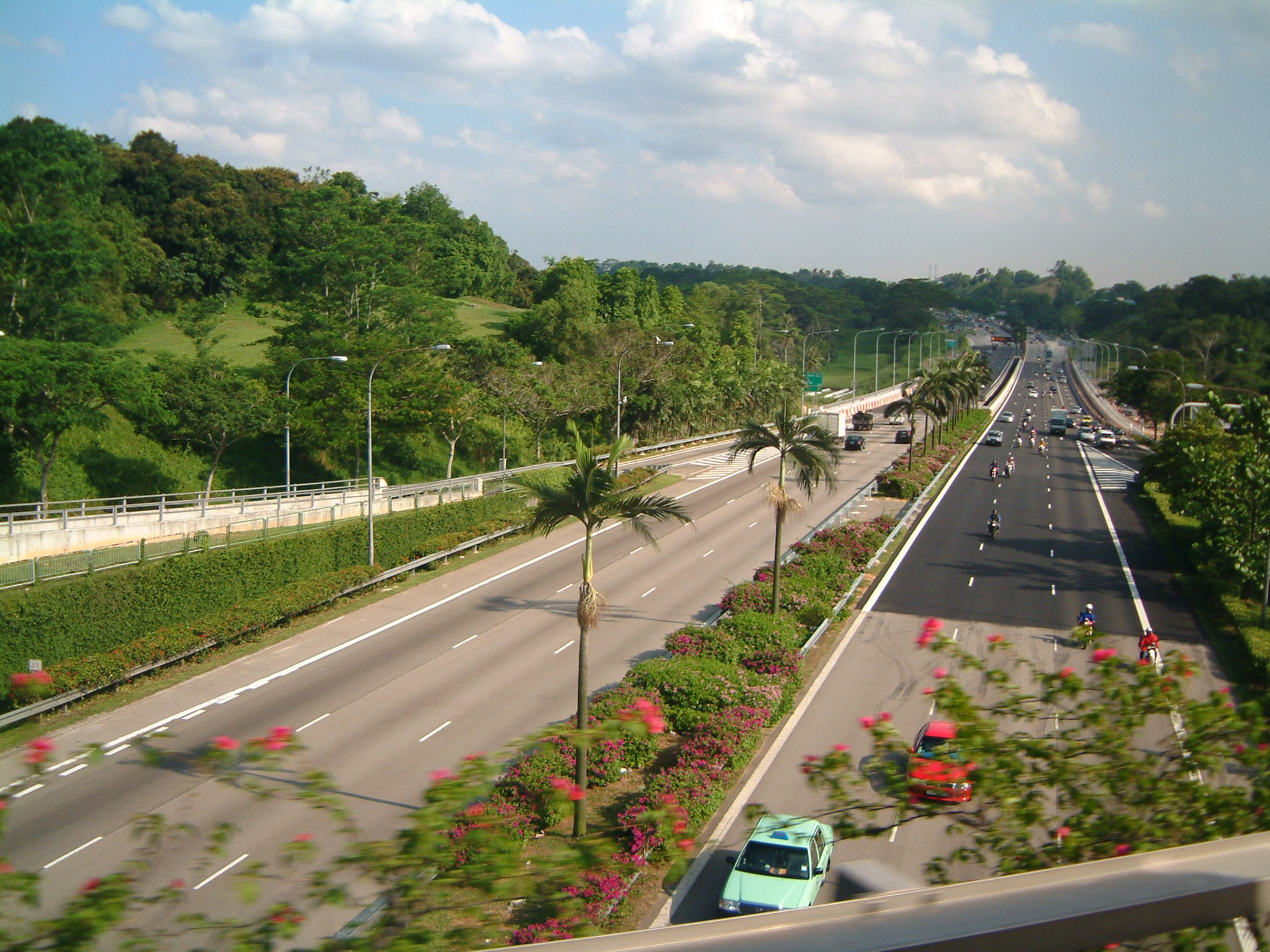

De Bukit Timah Expressway (BKE) (Maleis: Lebuhraya Bukit Timah , Chinees: 武吉知马高速公路, Tamil: புக்கிட் தீமா விரைவுச்சாலை) is een autosnelweg in Singapore. De snelweg is 10 kilometer lang en werd afgewerkt in 1986.
Pan Island Expressway ·
Ayer Rajah Expressway ·
North-South Corridor ·
East Coast Parkway ·
Central Expressway ·
Tampines Expressway ·
Kallang-Paya Lebar Expressway ·
Seletar Expressway ·
Bukit Timah Expressway ·
Kranji Expressway ·
Marina Coastal Expressway ·